# Stanisław Albrecht Radziwiłł

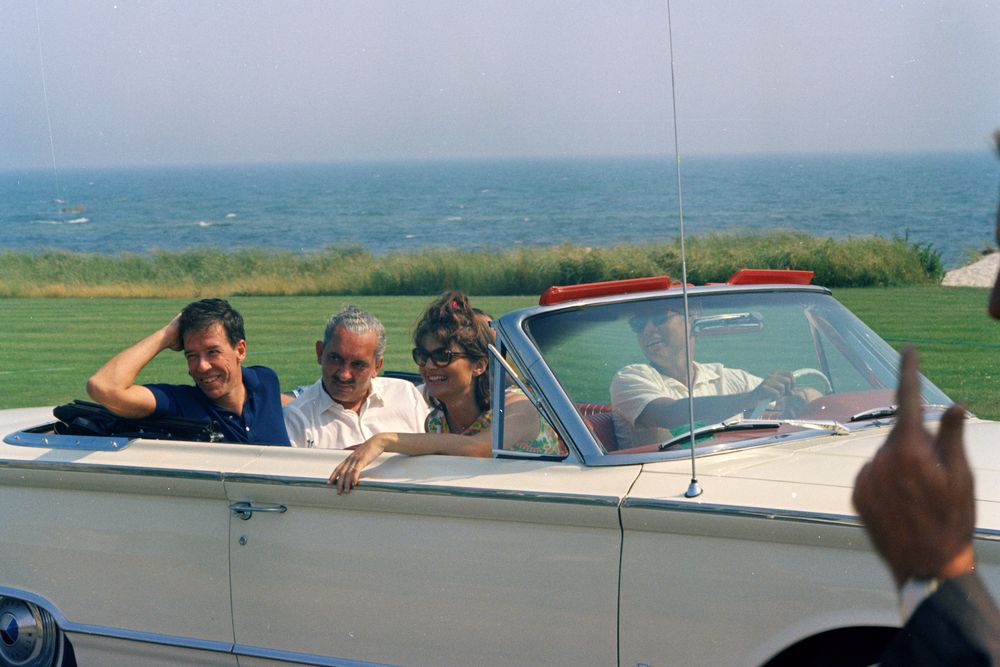
Od lewej: Charles Spalding, książę Stanisław Radziwiłł, Jacqueline Kennedy oraz John F. Kennedy przed rodzinną rezydencją prezydenta w Hyannis Port, Massachusetts, USA, 28 lipca 1963

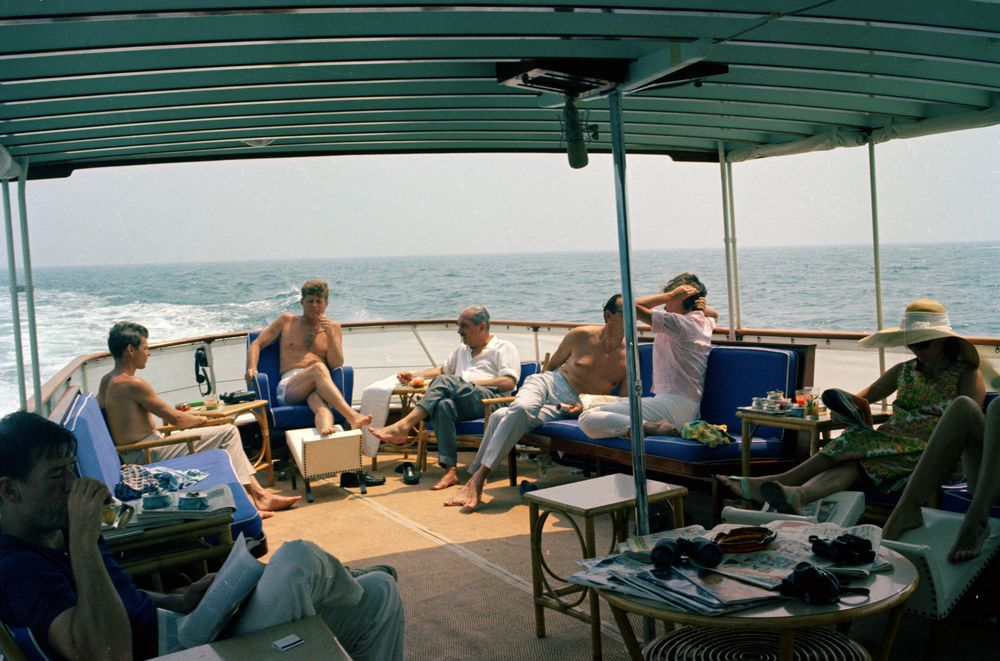
Od lewej: Charles Spalding, Steve Smith, prezydent USA John F. Kennedy, książę Stanisław Radziwiłł, ambasador Wielkiej Brytanii w USA sir David Ormsby-Gore, Jean Kennedy Smith, Jacqueline Kennedy, księżna Lee Radziwiłł na prezydenckiej łodzi Honey Fitz w okolicach wyspy Martha’s Vineyard, Massachusetts, USA, 28 lipca 1963

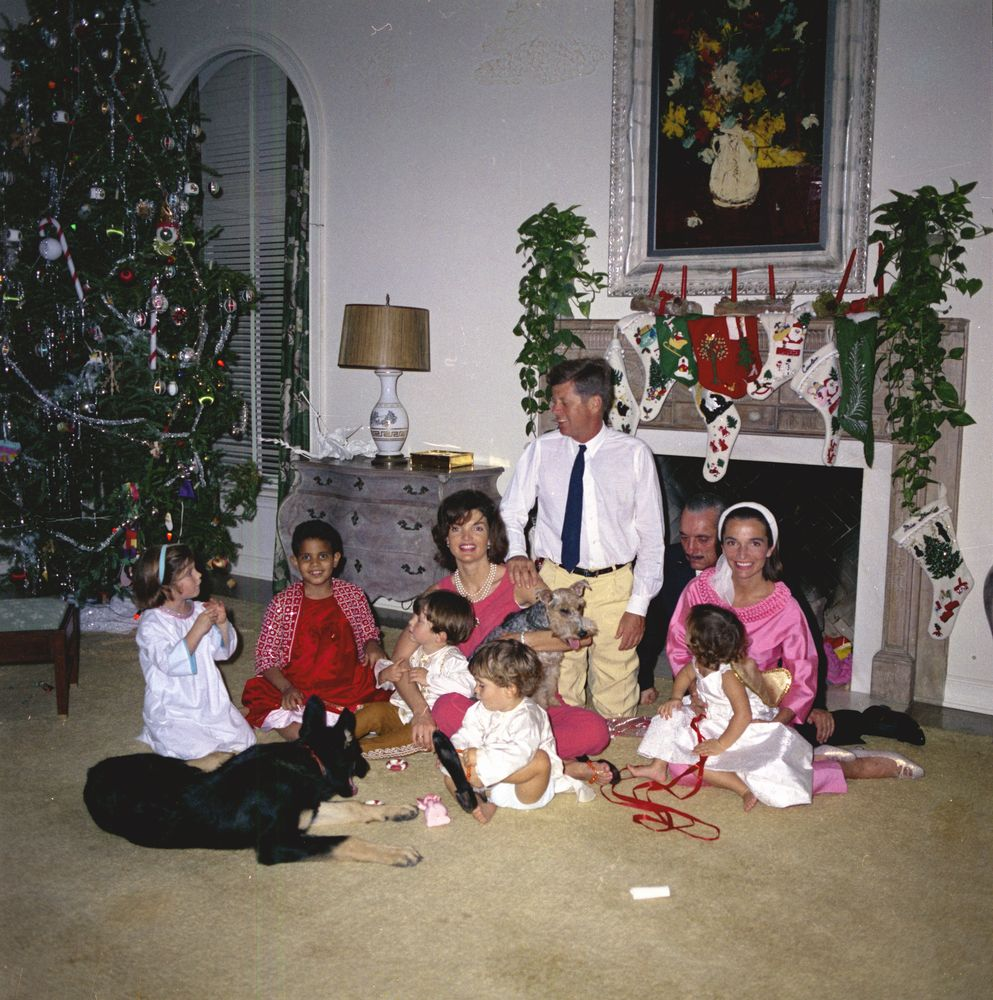
Od lewej: Caroline Kennedy; Gustavo Paredes, Jacqueline Kennedy trzyma w rękach siostrzeńca Antoniego Radziwiłła, John F. Kennedy Jr., prezydent John F. Kennedy, książę Stanisław Radziwiłł, księżna Lee Radziwiłł trzyma na rękach córkę Annę Krystynę Radziwiłł w czasie świąt Bożego Narodzenia 1962 roku, Palm Beach, Floryda, USA, 25 grudnia 1962

Książę Stanisław Albrecht Radziwiłł herbu Trąby (ur. 21 lipca 1914 w Szpanowie na Wołyniu, zm. 27 lipca 1976 w Londynie) – dyplomata, chargé d’affaires polskiego rządu na uchodźstwie przy Lidze Narodów, delegat Polskiego Czerwonego Krzyża, handlarz nieruchomościami, dyrektor linii lotniczych Olympic Airways.
Książę Radziwiłł był synem księcia Janusza Franciszka Radziwiłła (1880–1967) i Anny Jadwigi Marii Lubomirskiej (1882–1943). Miał dwóch braci Edmunda Ferdynanda i Ludwika Ferdynanda oraz siostrę Krystynę Marię.

## Młodość
W latach 1924–1933 uczył się w Państwowym Gimnazjum w Pszczynie i mieszkał w prywatnym internacie prowadzonym przez Wacława Iwanowskiego dla synów polskiej arystokracji. W 1937 roku, po napisaniu rozprawy o mniejszości ukraińskiej w Polsce, ukończył studia na wydziale nauk humanistycznych Uniwersytetu Katolickiego we Fryburgu w Szwajcarii. Następnie objął stanowisko zastępcy naczelnika województwa stanisławowskiego (istniejącego w II RP). Na przełomie sierpnia i września 1939 roku został zmobilizowany. W kampanii wrześniowej walczył w randze oficera kawalerii. Po jej klęsce Radziwiłł przedostał się przez Węgry i Jugosławię do Paryża gdzie urzędował już Rząd Rzeczypospolitej Polskiej na uchodźstwie. Książę został wysłany przez rząd Władysława Sikorskiego do genewskiej siedziby Międzynarodowego Czerwonego Krzyża jako przedstawiciel Polskiego Czerwonego Krzyża. Korzystając z faktu, że w Genewie znajdowała się również siedziba Ligi Narodów, książę został przy niej chargé d’affaires polskiego rządu. Funkcje te pełnił do zakończenia wojny. W roku 1940 w Genewie książę ożenił się po raz pierwszy. Jego żoną została Roselyne de Monleon, którą poznał w czasie studiów. Po wojnie książę rozwiódł się i wraz z Grace Kolin wyjechał do Londynu gdzie poślubił ją w 1946 roku. Państwo młodzi by zdobyć pożądane brytyjskie paszporty (Grace była Chorwatką) zamieszkali na Wyspach Bahama, które wtedy były brytyjską kolonią. W Nassau książę Radziwiłł poznał Felixa Fenstona, który okazał się rzutkim londyńskim przedsiębiorcą. Biznesowe zdolności Fenstona i szerokie koneksje Radziwiłła stały za zawiązaną spółką działającą przede wszystkim na rynku brytyjskich nieruchomości. W 1947 roku na świat przyszedł pierwszy syn księcia Jan Stanisław.

## Lee Bouvier i era Camelotu
Jesienią 1956 roku Grace i Stanisław Radziwiłłowie gościli u lorda i lady Lambton w ich posiadłości Fenton na myśliwskim weekendzie. Na polowania zostali zaproszeni również Michael i Lee Canfield oraz jej siostra Jacqueline Kennedy. Wtedy to książę Radziwiłł poznał swoją trzecią żonę. Radziwiłłowie zaczęli coraz częściej spotykać się z małżeństwem Canfieldów. Z czasem spotkania te ograniczyły się tylko do dwóch osób. W ciągu kilkunastu miesięcy, małżeństwa Lee Canfield oraz księcia Stanisława Radziwiłła rozpadły się. 19 marca 1959 roku w amerykańskim Fairfax książę poślubił Lee Bouvier. Państwo Radziwiłłowie stanowili barwną parę na światowych salonach. Polski książę skoligacony z arystokratycznymi rodami całej Europy, robiący karierę w branży nieruchomości i Amerykanka młodsza od męża o 19 lat, stawiająca pierwsze kroki w świecie mody. Choć pochodzili z dwóch całkowicie różnych światów, zaskakująco długo stanowili niezwykle dobraną parę.
W 1959 roku na świat przyszedł drugi syn księcia Antoni (Anthony Radziwill), a rok później jedyna córka Anna Krystyna. Rodzina Radziwiłłów spędzała czas pomiędzy Wielką Brytanią (dom przy Buckingham Place w Londynie oraz wiejska posiadłość Turville Grange w hrabstwie Buckinghamshire), a lazurowymi wybrzeżami Francji, Włoch i Grecji. Ich bujne życie towarzyskie zyskało nowy wymiar, gdy mąż siostry Lee, John F. Kennedy, rozpoczął kampanię wyborczą, która miała zaprowadzić go do Białego Domu. Książę Radziwiłł, który pozostawał w bardzo dobrych stosunkach z przyszłym prezydentem USA z chęcią włączył się w kampanię, agitując na rzecz JFK wśród amerykańskiej Polonii. Ciężka praca opłaciła się. Gdy Kennedy został kolejnym prezydentem Stanów Zjednoczonych, nie omieszkał wspomnieć, że jest to m.in. zasługa szwagra. Częste kontakty księcia Radziwiłła z prezydentem irytowały pracowników amerykańskiej ambasady w Londynie, której oficjalne raporty docierały do Białego Domu później, niż informacje przekazywane przez księcia.
Zażyłość stosunków Radziwiłła z Kennedym odzwierciedla fakt, że JFK został ojcem chrzestnym Anny Krystyny Radziwiłł, a książę Johna F. Kennedy’ego Juniora. Obie uroczystości odbyły się w 1961 roku. Rodziny Kennedych i Radziwiłłów często spędzały razem wolne dni, aby odetchnąć od życia w ciągłym zgiełku i wśród fleszy aparatów paparazzi. Spędzali razem święta Bożego Narodzenia w letniej posiadłości Kennedych w Palm Beach lub żeglowali wokół wyspy Martha’s Vineyard w letnie popołudnia. Arystokratyczne pochodzenie Radziwiłła, jego koneksje i swoista światowość dobrze wpasowały się w erę Camelotu, jak często nazywano okres prezydentury Kennedy’ego.
W lipcu 1963 roku państwo Radziwiłłowie bawili we francuskim Deauville na ślubie siostrzenicy księcia Izabelli Potockiej z hrabią Hubertem d’Ornano. Tego samego roku rozwinęła się znajomość księcia z greckim magnatem transportu morskiego Arystotelesem Onassisem. Radziwiłłowie często żeglowali po Morzu Śródziemnym na jego żaglowcach lub urządzali rauty na jego cześć w swoim londyńskim domu. Dzięki tej znajomości książę Radziwiłł został dyrektorem założonych przez Onassisa w 1959 roku linii lotniczych Olympic Airways.
22 listopada 1963 roku wieść o śmierci JFK zastała księcia w londyńskim klubie dla dżentelmenów St. James’s. Dwa dni później Radziwiłł był już w Białym Domu, który wyglądał według niego, jak „Wersal po śmierci króla”. Książę zdecydował się włożyć do trumny prezydenta najcenniejszą rodzinną pamiątkę – stary francuski różaniec.

## Wyższe sfery
Z uwagi na coraz częstsze wizyty w USA oraz dzięki namowom Roberta Kennedy’ego, na początku 1964 roku książę kupił apartament na nowojorskiej Piątej Alei. Radziwiłłowie zaczęli powoli wychodzić z traumy po śmierci Johna Kennedy’ego. Podróżowali na Jamajkę, Antiguę i do Kenii na safari. Czasem w tych podróżach towarzyszyli im Izabella Potocka wraz z mężem hrabią Hubertem d’Ornano oraz Jackie Kennedy. W latach sześćdziesiątych Radziwiłłowie obracali się w dość ekscentrycznych kręgach towarzyskich. Wolny czas spędzali z pisarzem Trumanem Capote’m, miliarderem Stavrosem Niarchosem, tancerzem Rudolfem Nuriejewem, byłym premierem Wielkiej Brytanii Winstonem Churchillem, czy projektantem mody Olegiem Cassinim. 22 października 1968 roku na greckiej wyspie Skorpio rodzina Radziwiłłów wzięła udział w zaślubinach Jacqueline Kennedy z Arystotelesem Onassisem.

## Koniec małżeństwa i śmierć księcia
W 1971 roku zmarł starszy brat księcia Edmund Ferdynand. Radziwiłł wraz z żoną i Jackie Kennedy polecieli do Warszawy na jego pogrzeb. W tym samym roku ostoja polskiej kultury i historii na Wyspach Brytyjskich – posiadłość Fawley Court w Fawley zyskała darczyńcę w osobie księcia. Został on fundatorem niewielkiego kościoła pw. Świętej Anny, który został wzniesiony niedaleko głównej rezydencji. Projektantem był Władysław Jarosz z angielskiego przedsiębiorstwa Crabtree & Jarosz. Książę ufundował kościół jako symbol pamięci o swojej matce, która zmarła w łagrze niedaleko Krasnogorska w 1943 roku.
W roku 1974 małżeństwo Radziwiłłów zakończyło się rozwodem. Od teraz Anna Krystyna była wychowywana przez matkę w Nowym Jorku, a Antoni przez ojca w Londynie. Po rozstaniu z Lee, książę związał się z Christine Weckert.
27 lipca 1976 roku książę Stanisław Albrecht Radziwiłł zmarł nagle na atak serca w wieku 62 lat. Został pochowany w rodowej kaplicy kościoła pw. Świętej Anny w Fawley Court. Na skutek kontrowersyjnego spieniężenia polskiej placówki w Fawley Court przez oo. Marianów i wobec kampanii dla ratowania majątku na rzecz polską, zwłoki Ks. Radziwiłła i jego rodziny zostały ekshumowane, a kościół św. Anny i Kolumbarium zostały desakrowane przez lokalnego biskupa katolickiego w 2012 r. Rodzina wniosła proces sądowy na terenie Polski w tej kwestii.